# Боумен, Уильям Эрнест
Уильям Эрнест Боумен (30 сентября 1911, Скарборо — 1 января 1985) — британский инженер и писатель, больше всего запомнившимся благодаря своей книге «The Ascent of Rum Doodle» (1956), сатире в мире альпинистской литературы, вдохновленная Биллом Тильманом и его отчетом об экспедиции Нандадеви (1937). Работа Боумена была пародией на довольно напыщенный стиль британских экспедиционных книг, который был популярен с 1930-х по 1950-е годы.

## Биография
Билл Боумен был старшим из трех сыновей в семье. Его мать умерла в 1926 году, когда Биллу было 15 лет, а отец умер в 1928 году от воздействия иприта во время Первой мировой войны. Это привело к разделению трех братьев — Билла в Мидлсбро, среднего брата в Канаду и младшего, Лоуренса, отправили жить в другую семью.
Билл бросил школу когда ему было 16 лет, впоследствии сделав карьеру чертежника и инженера-строителя. Во время Второй мировой войны он служил в Египте инструктором по радиолокации в королевских военно-воздушных сил Великобритании. Затем, он присоединился к Международной добровольной службе мира в Дуйсбурге, Германия. Его пацифистские убеждения привели к тому, что он вернул правительству свою платежную книжку для королевских ВВС.

## Творчество
«The Cruise of the Talking Fish» — единственная другая опубликованная работа Боумена. Это произведение является пародией на экспедицию Тура Хейердала в Кон-Тики. Однако он написал еще несколько произведений, включая непрофессиональную интерпретацию теории относительности и несколько коротких рассказов. В свободное время Боумен увлекался горным туризмом и любил рисовать.